# Ждановка (Калужская область)
Жда́новка — деревня в Перемышльском районе Калужской области, в составе муниципального образования Сельское поселение «Деревня Погореловка».

## География
Расположена на правом берегу реки Малой Гвидки, в 9 километрах на запад от районного центра — села Перемышль.

## Население
| 2002 | 2010 |
| ---- | ---- |
| 7    | ↗10  |

## История
В атласе Калужского наместничества, изданного в 1782 году, — Ждановка обозначена на карте как сельцо Перемышльского уезда при четырёх дворах и по ревизии душ — 27.

Сельцо Ждановка Лукьяна Ивановича Камынина, Ивана Тимофеева сына Астафьева, Елизаветы Тимофеевой дочери Лихаревой, Пелагеи Тимофеевой дочери Уваровой, Михаила Козьмы Никитиных детей и пр... На речке Воробьевки большой, Дом господский деревянный, земля иловатая, хлеб и трава родится [по]средственно, крестьяне на пашне.— Описания и алфавиты к Калужскому атласу
В 1858 году сельцо (вл.) Ждановка 1-го стана Перемышльского уезда, при речке Воробьевке, 8 дворах, население 61 человек — по правую сторону Киевского тракта.
К 1914 году Ждановка — деревня Рыченской волости Перемышльского уезда Калужской губернии. В 1913 году население 94 человека.
В годы Великой Отечественной войны деревня была оккупирована войсками Нацистской Германии с 8 октября по 26 декабря 1941 года. Освобождена в ходе Калужской наступательной операции частями 50-й армии генерал-лейтенанта И. В. Болдина.